# Bracon mongolicus
Bracon mongolicus är en stekelart som beskrevs av Telenga 1936. Bracon mongolicus ingår i släktet Bracon och familjen bracksteklar. Inga underarter finns listade.